# Carlos Robacio
Carlos Hugo Robacio (Caá Catí, 8 de septiembre de 1933 – Bahía Blanca, 29 de mayo de 2011) fue un militar argentino perteneciente a la Infantería de Marina de la Armada Argentina que alcanzó la jerarquía de Contraalmirante (CL). Durante la Guerra de Malvinas. Estuvo a cargo del Batallón de Infantería de Marina N.º 5.

## Biografía

### Participación en la Guerra de las Malvinas
En la Guerra de Malvinas se desempeñó como comandante del Batallón de Infantería de Marina N.º 5 (BIM 5), que tenía asiento en la ciudad Río Grande de la provincia de Tierra del Fuego. Su arribo a las islas junto al batallón se produjo el 8 de abril y tuvo asignada la defensa de las principales alturas que circundan a Puerto Argentino/Stanley.
Con el grado de capitán de fragata comandó a 700 infantes de marina del BIM 5 y 200 soldados agregados como refuerzo por el Ejército Argentino, durante los combates desarrollados en el Monte Tumbledown, Sapper Hill y Monte William). Robacio y sus hombres combatieron hasta después del alto el fuego ordenado desde Puerto Argentino. Pidió contraatacar y le fue negado ya que estaba en marcha el alto el fuego. Cuando cayó puerto Argentino, el de él fue el único grupo que entró con sus armas al hombro y aplaudido hasta por los propios ingleses por su valor, profesionalismo y empeño en el combate. Estos hechos fueron relatados por el mismo Robacio en una entrevista subida en video a internet.  
Enfrentó a los paracaidistas británicos, Guardias Escoceses, Guardias Galeses y a los gurkhas.
Mientras era comandante del BIM 5, el 13 de diciembre de 1982, un centinela del Casino de Suboficiales de la unidad disparó contra la civil Florencia Angélica Rojas Gutiérrez, causándole la muerte.

### Últimos años
Tras el conflicto, fue comandante de la Infantería de Marina y se retiró en 1989. En ese mismo año, Caá Catí lo declaró ciudadano ilustre.
Murió el 29 de mayo de 2011 en Bahía Blanca. Ese mismo día fue homenajeado por la Asociación de Infantes de Marina de la Armada Argentina en su ciudad natal. Sus restos fueron sepultados en el cementerio de Bahía Blanca.
El desempeño de su unidad durante el conflicto de las Malvinas fue reconocido como excepcional e incluso los jefes británicos pidieron conocer al Comandante de esos hombres que se asemejaban a “demonios tirando”.
Autor del libro “Desde el frente”, dejó plasmada en su obra los más de 70 días del batallón en las islas, sus percepciones y experiencias, los detalles de aquellos momentos de gloria y dolor. Esto le fue posible porque durante su presencia en cercanías de Puerto Argentino, recorrió todas las posiciones del batallón. No estaban cerca; había 10 o hasta 12 kilómetros entre ellas. Pero él estuvo al lado de su gente en todo momento y así se lo recuerda.
Carlos Robacio dejó –además de su familia compuesta de su mujer Estela, sus dos hijos Carlos y Edda y sus cinco nietos– a un puñado de hijos que lo adoptaron como un referente de la vida, ya que muchos de sus hombres llegaron a considerarlo un segundo padre. Y también dejó un legado para los oficiales y suboficiales de la Infantería de Marina: la necesidad del adiestramiento. Es esa preparación para el combate lo que une al espíritu actual del BIM5 con el de los héroes de Malvinas.
Recibió la condecoración de “la Nación Argentina al Heroico Valor en Combate”; la del “Congreso de la Nación a los Combatientes de Malvinas”; y las del Ejército Argentino “Orden a los Servicios Distinguidos” y al “Mérito Militar” en grado de Comendador. También le dieron las medallas “Cruz Peruana al Mérito Naval” y “La Legión al Mérito” en grado de Comandante de la República del Perú.

## Condecoraciones
Legion al Mérito, otorgada por el gobierno de los Estados Unidos
- Medalla al Valor en Combate[11]
- Medalla a los Combatientes[12]
- Ejército Argentino “Orden a los Servicios Distinguidos” y al “Mérito Militar” en Grado de Comendador[13]
- La República del Perú “Cruz Peruana al Mérito Naval” y “La Legión al Mérito” en Grado de Comandante[14]

## Obras
- Desde el frente. Batallón de Infantería de Marina No. 5. Carlos H. Robacio y Jorge Hernández. Publicado en 1996 por el Centro Naval.[15]